# Campionato mondiale di Fortnite
Il Campionato Mondiale di Fortnite (in inglese Fortnite World Cup) è il torneo annuale di Fortnite Battle Royale organizzato dalla Epic Games ogni anno.
I campionati mondiali del 2020 e del 2021 sono stati annullati per via della pandemia mondiale di Covid-19

## Formula del torneo

### Modalità di gioco
Il torneo è diviso in tre modalità:
- Singolo
- Duo
- Creativa

#### Singolo
La competizione in singolo vede i 100 giocatori qualificati alla fase finale, disputare 6 partite.
In ogni partita i giocatori guadagnano punti con:
- Posizionamento
  - Vittoria Reale           10 punti.
  - da 2° a 5°                 7 punti.
  - da 6° a 15°               5 punti.
  - da 16° a 25°             3 punti.
- Eliminazioni
  - ogni eliminazione     1 punto.

Alla fine delle 6 partite viene stilata la graduatoria tenendo conto di:
1. Punti.
2. Numero di vittorie reali.
3. Numero di eliminazioni.
4. Migliori piazzamenti delle  partite.
5. Lancio della medaglia (testa o croce).

Solo in caso di parità nei punti precedenti, si passa al punto successivo (Es. a parità di punti passa davanti chi ha più vittorie reali. Se anche quelle sono uguali si guarda chi ha più eliminazioni, e così via).

#### Duo
La competizione in duo vede le migliori 50 coppie affrontarsi anche loro in 6 partite, sulla stessa base della competizione in singolo.
In ogni partita la coppia guadagna punti con:
- Posizionamento
  - Vittoria Reale           10 punti.
  - da 2° a 5°                 7 punti.
  - da 6° a 10°               5 punti.
  - da 11° a 15°             3 punti.
- Eliminazioni
  - ogni eliminazione     1 punto.

Alla fine delle 6 partite viene stilata la graduatoria tenendo conto di:
1. Punti.
2. Numero di vittorie reali.
3. Numero di eliminazioni.
4. Migliori piazzamenti delle  partite.
5. Lancio della medaglia (testa o croce).

Anche in questo caso, come nella graduatoria in singolo, solo in caso di parità nei punti precedenti, si passa al punto successivo, per decretare la posizione esatta.

#### Creativa
La competizione in Creativa vede affrontarsi i migliori 24 giocatori qualificati alla fase finale, assieme a una figura celebre nel mondo degli eSport divisi in 8 squadre da 4:
- Fish Fan
- Raven's Revenge
- Llama Record Co.
- Sunshine Records
- Whip It Warriors
- Cuddle Crew
- Chicken Champions
- Funky Fighters

L'evento è diviso in 4 set, comprendenti 3 match, durante i quali i giocatori giocavano in mappe create dagli utenti. Nei primi tre set i vincitori ricevono un lama d'argento, mentre nell'ultimo uno d'oro, la squadra con più lama o più punti (in caso di pareggio) vincerà il montepremi di 1 milione di dollari.

## Albo d'oro
| Anno | Località della finale | Finale    | Finale      | Finale       | Montepremi  | Montepremi  |
| Anno | Località della finale | Singolo   | Duo         | Creative     | Montepremi  | Montepremi  |
| ---- | --------------------- | --------- | ----------- | ------------ | ----------- | ----------- |
| 2019 | New York              | Bugha     | Aqua Nhyrox | FaZe Cizzors | 100 milioni | 100 milioni |
| 2020 | Annullate             | Annullate | Annullate   | Annullate    | Annullate   |             |
| 2021 | Annullate             | Annullate | Annullate   | Annullate    | Annullate   |             |